# Urophonius achalensis
Espèce
Urophonius achalensis est une espèce de scorpions de la famille des Bothriuridae.

## Répartition
Cette espèce est endémique de la province de Córdoba en Argentine. Elle se rencontre dans la Pampa de Achala.

## Description
Le mâle holotype mesure 33,40 mm et la femelle 37,86 mm.
Le mâle décrit par  en mesure 37,98 mm et la femelle 44,80 mm.

## Étymologie
Son nom d'espèce, composé de achal[a] et du suffixe latin -ensis, « qui vit dans, qui habite », lui a été donné en référence au lieu de sa découverte, la Pampa de Achala.

## Publication originale
- (es) Ábalos & Hominal, « Urophonius achalensis, nueva especie de Bothriuridae », Acta Zoológica Lilloana, 1974, vol. 31, no 3, p. 19–26.